# Calisto da Costa
Calisto da Costa (ur. 6 lutego 1979 w Dili) – maratończyk z Timoru Wschodniego. Był jednym z pierwszych olimpijczyków z Timoru Wschodniego. 
Przed igrzyskami trenował w trudnych warunkach. 1 października wystartował w maratonie mężczyzn jako Niezależny sportowiec Olimpijski. W stawce do rywalizacji przystąpiło 102 zawodników, spośród których bieg ukończyło 81. Timorczyk z czasem 2:33:11 zajął 71. miejsce, tracąc do zwycięzcy – Etiopczyka Gezahegne Abery – 23 minuty.